# Club Deportivo El Cotillo
El Club Deportivo El Cotillo es un club de fútbol del municipio de La Oliva al norte de la isla de Fuerteventura (Canarias, España). Su equipo sénior fue fundado en 2011 y en 2013 se estrenará en el fútbol nacional tras proclamarse campeón de Interinsular Preferente de Las Palmas y ascender a la Tercera División de España - Grupo XII.

## Historia
El equipo sénior del Club Deportivo El Cotillo se fundó en 2011 y participó por primera vez en la liga de 1ª Regional de Fuerteventura, proclamándose campeón ese mismo año y consiguiendo el ascenso a la Categoría de Interinsular Preferente de Las Palmas Las Palmas, máxima categoría del fútbol regional en la provincia. En el año de su estreno el conjunto de La Oliva volvió a proclamarse campeón de Liga y consiguió el salto al fútbol nacional, ascendiendo a la Tercera División de España - Grupo XII.

## Derbis
El municipio de La Oliva ha aportado cuatro de los ocho equipos de la isla de Fuerteventura que han llegado a las categorías nacionales. Pese a ello el hecho de ser un club nuevo hace que no haya tenido grandes rivalidades con otro clubs del municipio. En la 2011/12 se enfrentó al CD La Oliva y este año se enfrentará al Club Deportivo Corralejo, equipo nacido en 2005 tras la desaparición del antiguo (Club Deportivo Corralejo (1975-2004)).

## Temporadas

### Datos del Club
- Temporadas en 3ªDivisión: 6
- Temporadas en Interinsular Preferente de Las Palmas: 6
- Temporadas en 1ªRegional: 1
- Temporadas en 2ªRegional: 0

| Temporada | División    | Posición | Copa del Rey |
| --------- | ----------- | -------- | ------------ |
| 2011/12   | 1ª Regional | 1º       |              |
| 2012/13   | Preferente  | 1º       |              |
| 2013/14   | 3ªDivisión  | 10º      |              |
| 2014/15   | 3ªDivisión  | 11º      |              |
| 2015/16   | 3ªDivisión  | 7º       |              |
| 2016/17   | 3ªDivisión  | 14º      |              |
| 2017/18   | 3°División  | 16º      |              |
| 2018/19   | 3°División  | 19º      |              |
| 2019/20   | Preferente  | 15º      |              |
| 2020/21   | Preferente  | 2º       |              |
| 2021/22   | Preferente  | 4º       |              |
| 2022/23   | Preferente  | 6º       |              |
| 2023/24   | Preferente  | 6º       |              |

## Uniforme
- Uniforme titular: Camiseta azul celeste, pantalón blanco y medias azul celeste.
- Uniforme alternativo: camiseta, pantalón y medias negras, con detalles en azul celeste.

## Estadio
El club disputa sus partidos en el Estadio Municipal de El Cotillo que cuenta con una capacidad de 2000 espectadores aproximadamente.